# Sven Miliander
Sven Miliander, född 11 mars 1894 i Adolf Fredriks församling, Stockholm, död 6 mars 1959 i Lundby församling, Göteborg, var en svensk skådespelare.

## Biografi
Miliander studerade vid Dramatens elevskola 1916–1919, varefter han stannade två år på Dramaten. Efter två år vid Åbo svenska teater 1921–1923 ägnade han under tre decennier sin karriär åt Göteborgs teatrar. Han var först engagerad vid Lorensbergsteatern åren 1923–1934, och därefter vid Göteborgs stadsteater fram till 1955. 
Som Milianders genombrott betecknas rollen som Richard i George Bernard Shaws Djävulens lärjunge 1928.
| ”                                | Hans replik hade de besynnerligaste över- och undertoner. Den var den mångtonigaste i landet. Det var som om både pjäs och roll blev uppfunna i det ögonblick han gestaltade dem. Fanns egentligen Dostojevskij före Miliander? | „ |
| – Erland Josephson i Rollen 1989 | |   |

## Filmografi
- 1944 – Flickan och Djävulen

## Teater

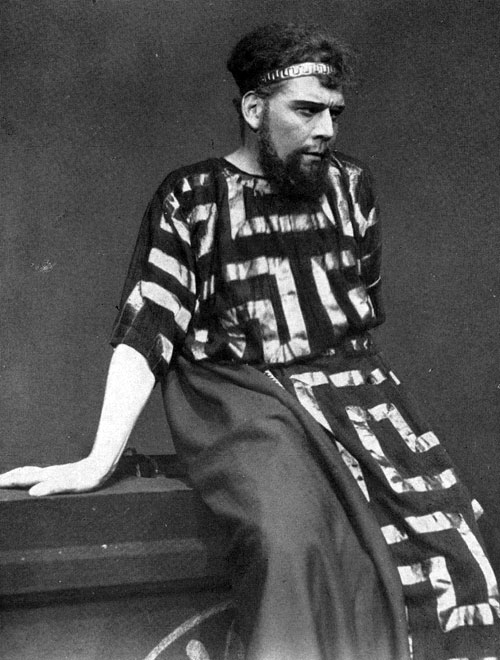
Sven Miliander som Faust på Göteborgs stadsteater 1931.

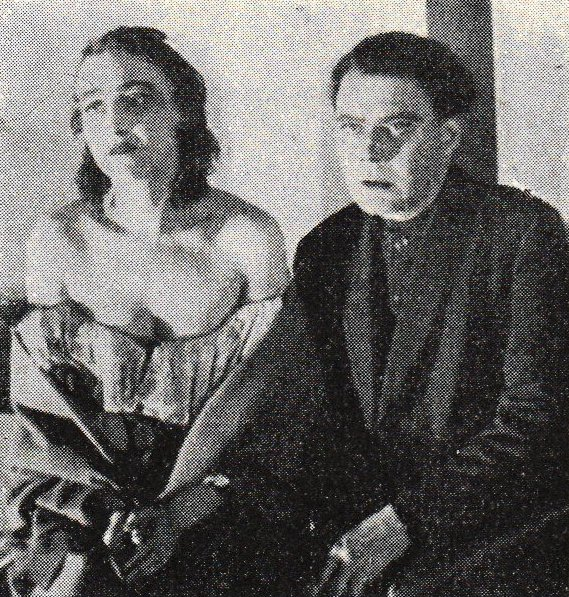
Anna Lindahl och Sven Miliander i Raskolnikov på Göteborgs stadsteater 1936.

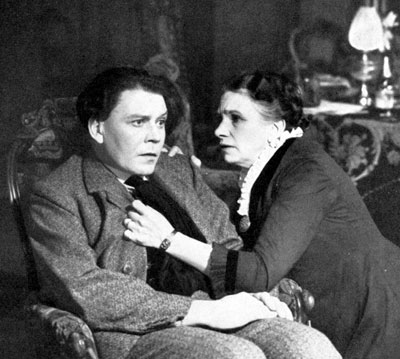
Sven Miliander och Maria Schildknecht i Gengångare på Göteborgs stadsteater 1937.

### Roller (ej komplett)
| År   | Roll                    | Produktion | Regi              | Teater                                   |
| ---- | ----------------------- | --- | ----------------- | ---------------------------------------- |
| 1919 | Gustou                  | Äventyret Gaston Arman de Caillavet och Robert de Flers                                                               | Karl Hedberg      | Dramaten                                 |
| 1919 | Mason                   | En idealisk äkta man Oscar Wilde                                                                                      | Karl Hedberg      | Dramaten                                 |
| 1919 | Simon Hirsch            | Fanvakt Otto Rung | Tor Hedberg       | Dramaten                                 |
| 1920 | Didier                  | Äventyret Gaston Arman de Caillavet och Robert de Flers                                                               | Karl Hedberg      | Dramaten                                 |
| 1920 | En betjänt              | Det röda bandet Carl Mathern och Toni Impekoven                                                                       | Karl Hedberg      | Dramaten                                 |
| 1920 | En slaktardräng         | Markis von Keith Frank Wedekind                                                                                       | Karl Hedberg      | Dramaten                                 |
| 1920 | Bastien                 | Låt oss skiljas Victorien Sardou och Émile de Najac                                                                   | Karl Hedberg      | Dramaten                                 |
| 1921 | Ismael                  | Turandot Carlo Gozzi                                                                                                  | Olof Molander     | Dramaten                                 |
| 1921 | Villeroy Dumont         | Hemkomsten Robert de Flers och Francis de Croisset                                                                    | Karl Hedberg      | Dramaten                                 |
| 1922 | Matard                  | Riddar Blåskäggs åttonde hustru Alfred Savoir                                                                         | Olof Molander     | Dramaten                                 |
| 1922 | Buritti                 | Scampolo Dario Niccodemi                                                                                              | Gustaf Linden     | Dramaten                                 |
| 1928 | Richard Dudgeon         | Djävulens lärjunge George Bernard Shaw                                                                                | Torsten Hammarén  | Lorensbergsteatern, 28 februari 1929     |
| 1929 | Gustav III              | Gustav III August Strindberg                                                                                          | Knut Ström        | Lorensbergsteatern, 30 december 1929     |
| 1931 | Faust                   | Faust Johann Wolfgang von Goethe                                                                                      | Knut Ström        | Lorensbergsteatern, 6 februari 1931      |
| 1932 | Lenin                   | Tsar Lenin François Porché                                                                                            | Torsten Hammarén  | Lorensbergsteatern, 20 oktober 1932      |
| 1933 | Sam Weller              | Pickwickklubben Charles Dickens                                                                                       | Carlo Keil-Möller | Lorensbergsteatern, 3 januari 1933       |
| 1934 | Oidipus                 | Konung Oidipus Sofokles                                                                                               | Knut Ström        | Lorensbergsteatern, 20 februari 1934     |
| 1935 | Engelbrekt              | Frihetsfejden Ernst Eklund                                                                                            | Ernst Eklund      | Skansens friluftsteater                  |
| 1936 | Gamle Ekdal             | Vildanden Henrik Ibsen                                                                                                | Torsten Hammarén  | Göteborgs stadsteater, 27 februari 1936  |
| 1936 | Raskolnikov             | Raskolnikov Fjodor Dostojevskij                                                                                       | Torsten Hammarén  | Göteborgs stadsteater, 1 april 1936      |
| 1937 | Brutus Jones            | Kejsar Jones Eugene O'Neill                                                                                           | Knut Ström        | Göteborgs stadsteater, 8 februari 1937   |
| 1946 | Jago                    | Othello William Shakespeare                                                                                           | Knut Ström        | Göteborgs stadsteater, 22 februari 1946  |
| 1947 | Robert van Hijn         | Dagen slutar tidigt Ingmar Bergman                                                                                    | Ingmar Bergman    | Göteborgs stadsteater                    |
| 1947 | Hertigen                | Magi Gilbert Keith Chesterton                                                                                         | Ingmar Bergman    | Göteborgs stadsteater                    |
| 1947 | Diktaren                | Ett drömspel August Strindberg                                                                                        | Olof Molander     | Göteborgs stadsteater, 13 september 1947 |
| 1950 | Andreas Sönderklit      | Kärlek Kaj Munk | Torsten Hammarén  | Göteborgs stadsteater, 24 november 1950  |
| 1951 | Onkel                   | Fröken Rosita eller Blommornas språk Federico García Lorca                                                            | Bengt Ekerot      | Göteborgs stadsteater, 10 februari 1951  |
| 1951 |                         | Den kaukasiska kritcirkeln Bertolt Brecht                                                                             | Bengt Ekerot      | Göteborgs stadsteater, november 1951     |
| 1952 | Ulrik Brendel           | Rosmersholm Henrik Ibsen                                                                                              | Torsten Hammarén  | Göteborgs stadsteater, 9 februari 1952   |
| 1952 | Magnus, en gammal bonde | Den yttersta dagen Stig Dagerman                                                                                      | Bengt Ekerot      | Göteborgs stadsteater, 11 oktober 1952   |
| 1953 |                         | En skojares dagbok Aleksandr Ostrovskij                                                                               | Josef Halfen      | Göteborgs stadsteater, 28 mars 1953      |
| 1953 | Firs                    | Körsbärsträdgården Anton Tjechov                                                                                      | Knut Ström        | Göteborgs stadsteater, 25 november 1953  |
| 1954 |                         | Utflykt Erland Josephson                                                                                              | Bengt Lagerkvist  | Göteborgs stadsteater, 6 maj 1954        |
| 1957 | Krutitskij              | En skojares dagbok (На всякого мудреца довольно простоты, Na vsjakogo mudreca dovol’no prostoty) Aleksandr Ostrovskij | Josef Halfen      | Lilla Teatern                            |

### Fotnoter
1. ↑  Dagens Nyheter, 7 mars 1959, sid. 19
2. ↑  Svenska Dagbladets Årsbok. Tionde årgången (händelserna 1932) (Stockholm 1933), s. 162. Läst 25 september 2023.
3. ↑  Svenska Dagbladets Årsbok. Elfte årgången (händelserna 1933) (Stockholm 1934), s. 162. Läst 25 september 2023.
4. ↑  ”Tre friluftspremiärer i värme och regnstänkk”. Dagens Nyheter:  s. 9. 8 juni 1935. http://arkivet.dn.se/arkivet/tidning/1935-06-08/154/9. Läst 28 december 2015.
5. 1 2  Svenska Dagbladets Årsbok. Femtonde årgången (händelserna 1936) (Stockholm 1937), s. 202. Läst 25 september 2023.
6. ↑  Svenska Dagbladets Årsbok. Femtonde årgången (händelserna 1937) (Stockholm 1938), s. 198. Läst 25 september 2023.
7. ↑  Svenska Dagbladets Årsbok. Tjugofjärde årgången (händelserna 1946) (Stockholm 1947), s. 165. Läst 25 september 2023.
8. ↑  ”Dagen slutar tidigt”. Stiftelsen Ingmar Bergman. http://ingmarbergman.se/verk/dagen-slutar-tidigt. Läst 16 oktober 2015.
9. ↑  ”Magi”. Stiftelsen Ingmar Bergman. http://ingmarbergman.se/verk/magi. Läst 16 oktober 2015.
10. ↑  ”Fröken Rosita, 1951, Blommornas språk [alt. titel, Doña Rosita la soltera [orig. tit.”], Kringla, Riksantikvarieämbetet. Läst 25 september 2023.
11. ↑  ”En skojares dagbok : skriven av honom själv”. Musik- och Teaterbiblioteket. https://calmview.musikverk.se/CalmView/Record.aspx?src=CalmView.Performance&id=PERF14292&pos=35. Läst 17 juli 2025.
12. ↑  Ebbe Linde (11 september 1957). ”En skojares dagbok”. Dagens Nyheter:  s. 10. https://arkivet.dn.se/tidning/1957-09-11/11164-247/10. Läst 17 juli 2025.